# 幕

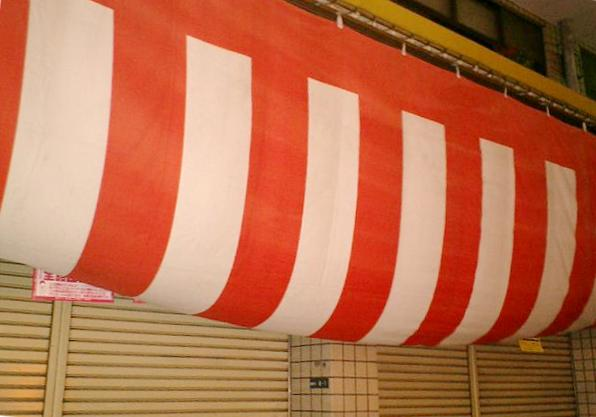
紅白幕

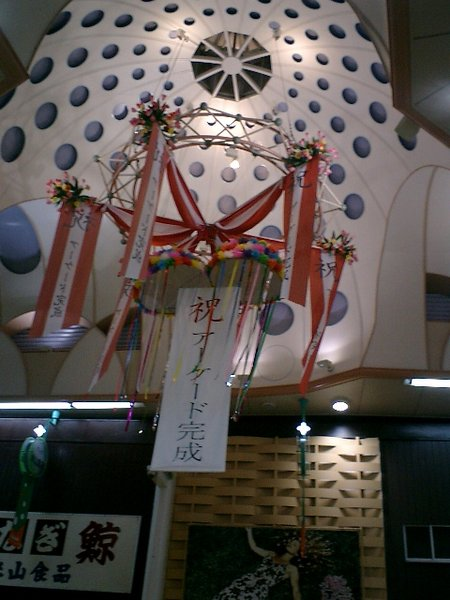
くす玉に添えられた垂れ幕（千林商店街で）

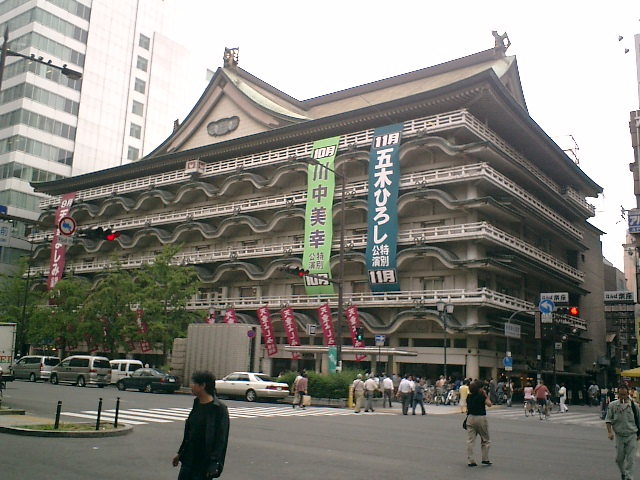
新歌舞伎座の次回公演案内の垂れ幕

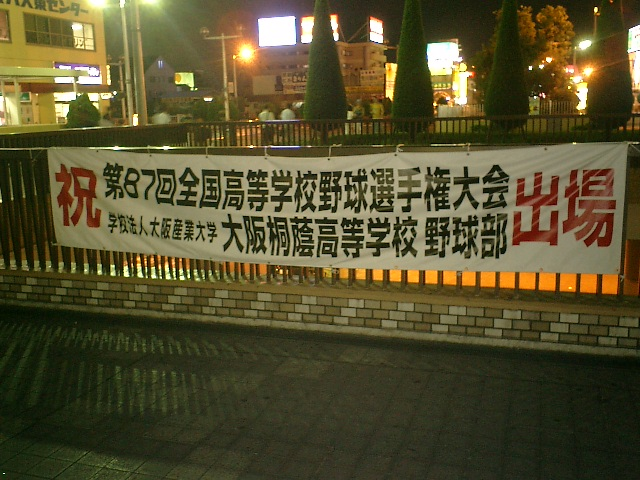
横断幕一例（住道駅前で）

幕（まく）は、舞台あるいは映画の映写、式典や祭礼、広告や装飾などで用いられる主に吊り下げて使用する布の総称。カーテンや帳の類。

## 舞台・映写用

### 舞台幕
舞台幕（ぶたいまく）は、劇場の装置（吊り物）として使用される幕。多くの種類がある。
- 緞帳（）
舞台幕の中で最も重要な常設幕であり、大きな布を開閉して舞台と客席の仕切りとなる。
- 定式幕（）
歌舞伎等で用いられる舞台と客席の仕切りとなる引幕。
- 袖幕
- 東西幕
- 水引幕
舞台上部に横方向に張る幕。相撲の土俵の屋根にも張られる。また、食堂・屋台・露店などの間口の上部に横方向に張る幕。屋台や露店で用いられるものは「たこ焼」や「大判焼」など扱っている商品が示される。
- 暗転幕

なお、舞台芸術における場面区分の単位も幕といい、区分の「粗→細」の順に「部＞幕＞場」と称する。文楽や歌舞伎の「段」に相当する。それから更に転じて物事の段階を表現する語としても多く用いられる（「開幕」「幕が上がる」「幕を切って落とす」「幕開け」「序幕」「終幕」「閉幕」「幕を下ろす」「幕を引く」「幕切れ」等）。「黒幕」や「幕の内弁当」などの語も舞台に由来する語とされている。

### 銀幕
銀幕は映画等を映写するための白い布。映写幕。

### 暗幕
暗幕（）は、光を遮断するための幕である。スライドや映写機の使用、フィルムの現像など、暗所を必要とする際に用いられることが多い。一般に暗幕は黒色であることが多いようである。代用品としてカーテンが用いられるケースも少なくない。
暗幕は赤外線を完全に遮断することができないため、赤外線フィルムの取り扱いには適していない。

## 式典・祭礼用
式典や祭礼、露天での設営などのために一定の場所を区切って張り巡らす幕を幔幕という。なお、露天に陣地を設営するための幔幕は「陣幕」と呼ばれる。

### 斑幕
一定の間隔ごとに色の異なる布を交互につないで作った幕を斑幕（）あるいは斑幔（）という。

#### 紅白幕
紅白幕（）は、紅白の2色の縦縞で構成される幕。結婚式、入学式、卒業式、成人式、竣工式、祝賀会、講演会、開店行事など慶事で用いられるほか、視覚効果などからバーゲンセールなどにも使用される。幕紐（幕縄）には紅白紐を用いる。

#### 鯨幕
鯨幕（くじらまく：「蘇幕」とも書く）は、白黒の2色の縦縞で構成される幕である。通夜や葬式など一般的には弔事で使用されるが、これは葬儀業者が発案したとされ、一般的になったのは意外に歴史は浅く昭和初期以降とされる。名前は、鯨の体が黒と白の2色であること、あるいは黒い皮を剥いだ際の身が白いことに由来する。白装束にもあるように、日本では古来より弔事には白を用いたが、本来は弔事・慶事に関係なく使用され、旧暦で行事が行われる地域や格式高い神社での行事、また皇室では慶事にも使用する。

#### 浅黄幕
浅黄幕は、浅黄（浅葱色：あさぎ。水色よりも濃い、青色。）と白の2色の縦縞で構成される幕。地鎮祭・上棟式などの神事に使われる。葬儀などにも使われ、紅白幕や白黒二色の鯨幕より古い歴史を持つ可能性も指摘されている。青白幕とも呼ぶ。
歌舞伎で、舞台効果のため使用する浅黄色一色の幕も、浅黄幕と呼ばれる。

#### 五色幕
仏教行事などで用いられる5色の縦縞で構成される幕。五色幔幕。

#### その他の斑幕
斑幕には紅白幕、鯨幕、浅黄幕のほか、紺白幕、紫白幕、黒黄幕などがある。

### 柄幕
市松模様の市松柄幕（市松幕）、桜柄幕、紅葉柄幕、大漁幕など。各種イベントに用いられる。

### 旭光幕
旭光幕は半円形で中心から同心円状に3色に色分けされた幕。オープン幕。連ねて用いることで店舗の装飾やパーティー会場等で使用される。

### 除幕式用幕
除幕式用幕は石像や銅像などの御披露目の際に行われる除幕式[外部リンク/ウィクショナリー]で像を隠しておくために使用される幕。除幕布。

### 社寺幕
社寺幕は神社や寺院などで祭礼などの際に用いられる幕。幕房（揚巻房・絞り房等）が取り付けられることもある。社寺に奉納された幕は「奉納幕」という。
- 神社幕
- 拝殿幕
- 社務所幕
- 仏閣幕

### 門幕
門幕は家庭などで慶事などの際に玄関に張られる幕。玄関幕。社寺幕と同じように幕房が取り付けられることもある。

### 花見幕
花見に用いる幕。

## 横断幕・懸垂幕

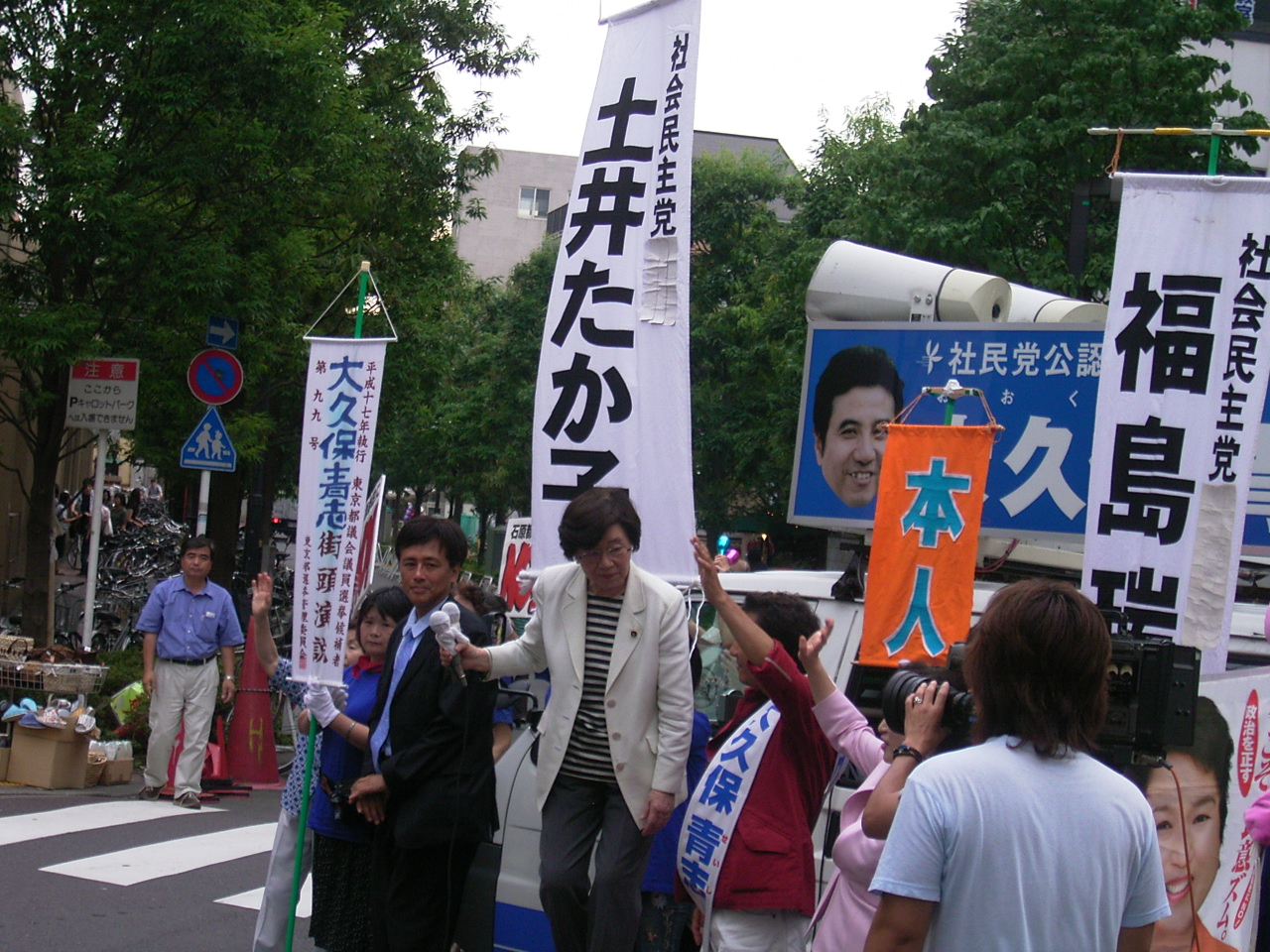
懸垂幕

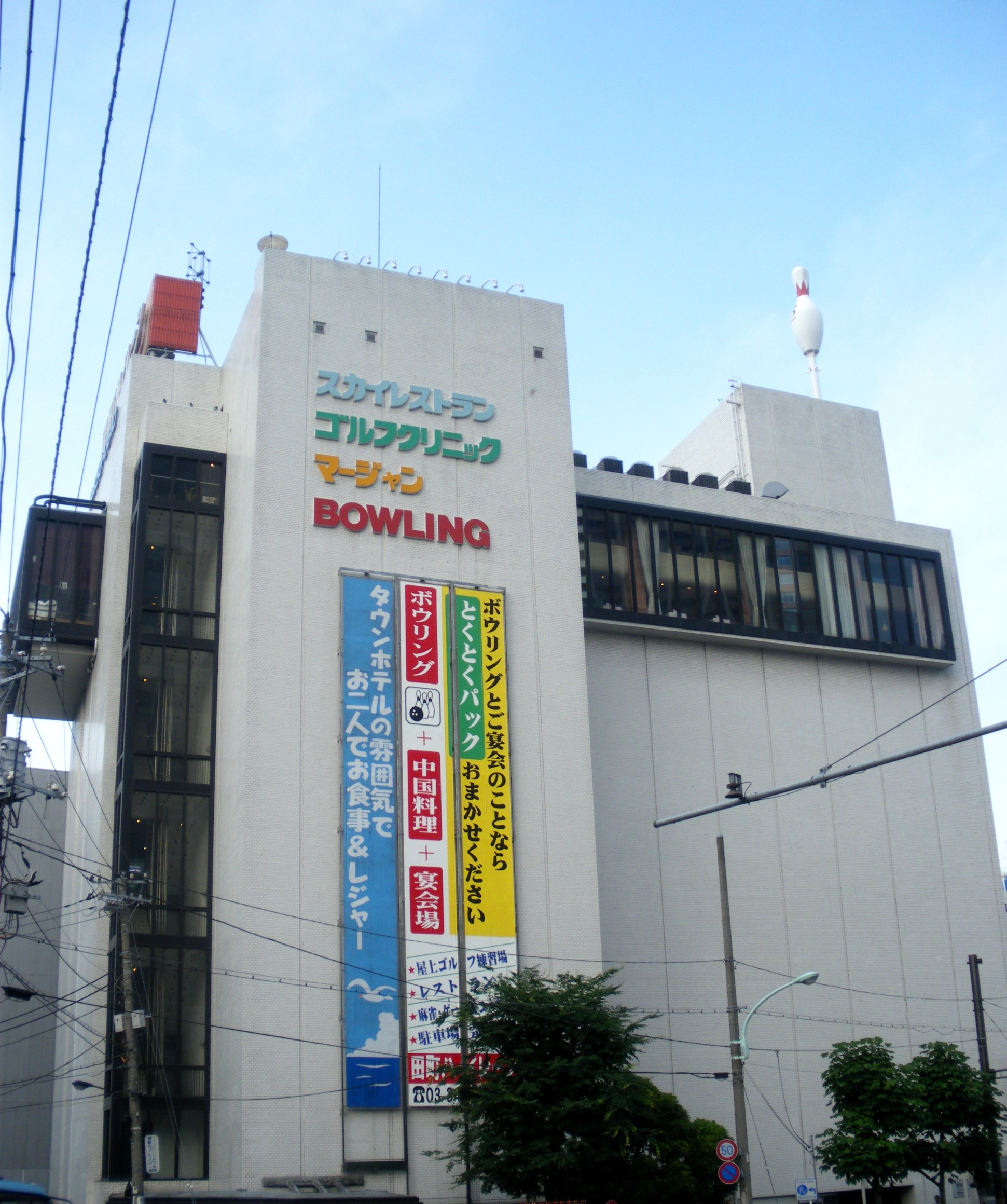
懸垂幕（田町ハイレーン）

横が横断幕、縦が懸垂幕・垂れ幕・タペストリー・バックドロップである。素材は、ターポリン（軟質塩ビ系）ポンジ・トロピカル等（ポリエステル系）金巾・葛城等（綿系）など。懸垂幕は旗竿に引っ掛ける幟という形式でディスプレーされる場合もある。
一般には、イベントの開催告知、祝賀（くす玉にも添えられる場合がある）、応援アイテム（応援幕）、広告宣伝の道具などに利用される。スーパーや百貨店などでは、新商品やキャンペーンの告知等を布に大きく書いて表示されることがあるほか、官公庁などでは「交通安全強調月間」などといった懸垂幕が庁舎の建物に掲示されることがある。工事現場では工事中であることの注意喚起のための幕のほか、工事会社や新工法などの宣伝に用いられる幕（養生幕）も用いられる。
- 横断幕、懸垂幕、幕の活用方法
  - あらゆる競技、スポーツ応援用
  - 映画館の宣伝用バックドロップ
  - 駅構内の広告宣伝用
  - 百貨店広告用
  - チーム、学校用、記念行事や記念写真用
  - 店舗のメニューやイメージ広告
  - 不動産であれば入居者募集広告
  - 高所作業など工事現場での注意喚起

など

## その他
店頭幕・日除け幕
広告・宣伝、日除けなどのために商店などで店先に縦方向に斜めに張る幕。
方向幕
列車やバスなどで行先などを表示する幕